# Undersviks distrikt
Undersviks distrikt är ett distrikt i Bollnäs kommun och Gävleborgs län. Distriktet ligger omkring Undersvik i mellersta Hälsingland. 

## Tidigare administrativ tillhörighet
Distriktet inrättades 2016 och utgörs av Undersviks socken i Bollnäs kommun.
Området motsvarar den omfattning Undersviks församling hade 1999/2000.

## Tätorter och småorter
I Undersviks distrikt finns inga tätorter eller småorter.